# جاهد باشا
جاهد باشا (بالتركية: Cahit Paşa)‏ هو لاعب كرة قدم تركي في مركز الوسط، ولد في 25 أغسطس 1973 في كارجلي في بلغاريا. لعب مع بورتاداون وقونية سبور وكارسياكا.